# Victoria Muñoz Mendoza
Victoria "Melo" Muñoz Mendoza (San Juan, 24 de diciembre de 1940) es una expolítica puertorriqueña e hija del primer gobernador electo democráticamente en la historia de Puerto Rico, Luis Muñoz Marín. Fue senadora, presidenta del Partido Popular Democrático y candidata a la gobernación en las elecciones de 1992, siendo la primera mujer en ser candidata para  Gobernadora en la historia de Puerto Rico.

## Primeros años y educación
Victoria Muñoz Mendoza nació en San Juan, Puerto Rico el 24 de diciembre de 1940, hija del político Luis Muñoz Marín y su segunda esposa Inés Mendoza. Se graduó de la Escuela Superior de la Universidad de Puerto Rico (UHS) y luego de la Universidad de Puerto Rico en Río Piedras con un bachillerato en literatura en 1962.

## Carrera política
En 1984, Muñoz inició su carrera política postulándose para la Alcaldía de San Juan. Fue derrotada en esta carrera por Baltasar Corrada del Río del Partido Nuevo Progresista, sin embargo aumentó el número de votos que recibió su partido respecto a la elección anterior.
En 1986, tras la renuncia de un senador popular, Muñoz es electa para ocupar el escaño vacante. Fue reelecta como senadora por acumulación en las elecciones de 1988. 

### Candidata a gobernadora
En enero de 1992 se convirtió en la primera mujer electa presidenta el Partido Popular Democrático. El mismo año fue postulada por su partido para la posición de Gobernadora de Puerto Rico, siendo también la primera mujer en ser candidata a esta posición. Fue derrota en la elección por el candidato del PNP, Pedro Rosselló. Muñoz se retiró de la política poco después de su derrota.

## Vida personal
Se casó por primera vez con José Antonio Ruaño con quien procreó dos hijos: Juan Carlos y María Victoria Ruaño Muñoz. Vivió unos años en Nueva York con su primer marido y sus dos hijos mayores hasta su divorcio y posterior movida a Grecia. 
Tras su movida, se instaló en Quersoneso, cerca de Heraclión, Creta, donde trabajó como maestra de inglés. Allí conoció a su segundo esposo: el empresario e ingeniero griego Minas Papadakis Gabrilakis. En 1966 regresa a Puerto Rico y se casa con Papadakis. Tras su matrimonio se instaló en Venezuela donde trabajaba Papadakis. Finalmente regresó a Puerto Rico donde ha residido desde entonces. Comparte dos hijos con Papadakis: Manuel y Alexandros Papadakis Muñoz. Desde su mudanza a Venezuela hasta 1984, cuando inició su carrera política, se dedicó a ser ama de casa.
Alexandros (más conocido como Alexis) fue encontrado muerto en su apartamento del Condado el 5 de agosto de 2011.
El 24 de enero de 2022 falleció Minas Papadakis a sus 86 años.

## Historial electoral
| Año  | Cargo                    | Tipo      | Partido | Partido | Votos   | %     | Posición | Resultado |
| ---- | ------------------------ | --------- | ------- | ------- | ------- | ----- | -------- | --------- |
| 1984 | Alcaldesa de San Juan    | Generales |         | PPD     | 96,857  | 44.55 | 2.ª      | Derrotada |
| 1988 | Senadora por acumulación | Generales |         | PPD     | 169,615 | 9.64  | 1.ª      | Electa    |
| 1992 | Gobernadora              | Generales |         | PPD     | 862,989 | 45.9  | 2.ª      | Derrotada |